# Johannes Jaeger

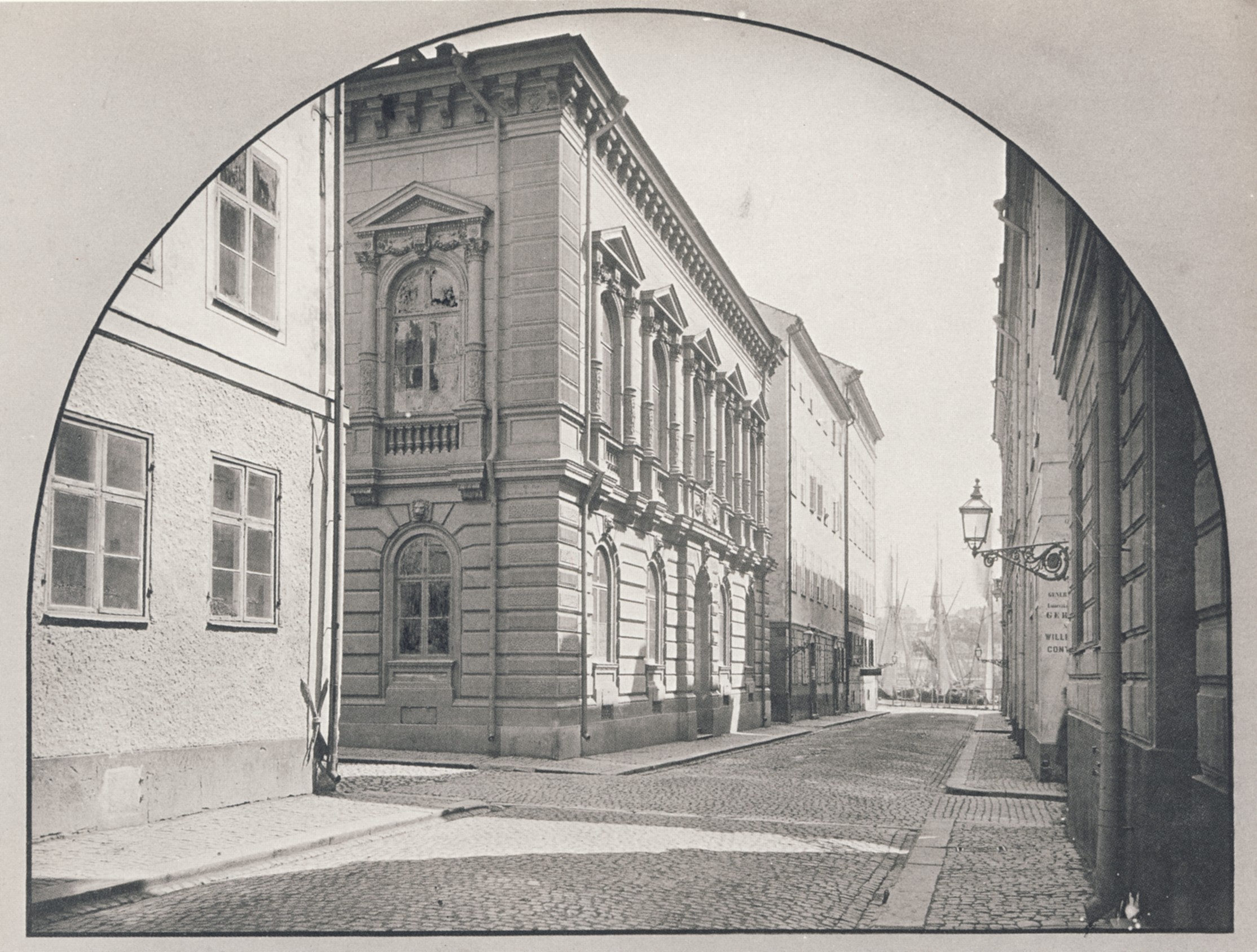
Lilla Nygatan ve Stockholmu v roce 1870

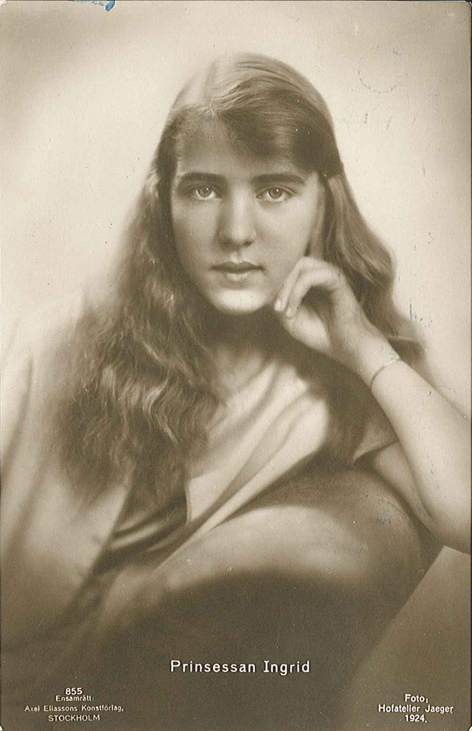
Dvorní ateliér Jaeger: Princezna Ingrid, 1924

Johannes Jaeger (16. listopadu 1832 Berlín – 10. října 1908 tamtéž) byl německý fotograf, který měl v druhé polovině 19. století sídlo ve švédském Stockholmu. Založil a provozoval Atelier Jaeger, byl průkopníkem portrétní fotografie panovníků na královském dvoře ve Stockholmu, původem Němec, který v období konce 19. století dokumentoval interiéry Stockholmského paláce.

## Život a dílo
Jaeger studoval v letech 1848–1851 na Akademii umění v Berlíně a brzy začal zkoušet nové médium fotografie – daguerrotypii. Jak bylo v té době pro fotografy obvyklé, v létě podnikal dlouhé výlety do okolí Berlína a do severního Německa a Dánska. V zimě pracoval ve studiu ve svém rodném městě Berlíně. Ve svých 25. letech přišel poprvé do Scanie a v roce 1863 se rozhodl zůstat a pracovat ve Švédsku. Usadil se ve Stockholmu a zřídil si fotografický ateliér v ulici Malmtorgsgatan a později ve vládní ulici Regeringsgatan a nakonec v Fredsgatanu.
Byl úspěšným fotografem. Mezi jeho slavná díla patří nádherné výhledy na město, pořídil též celou řadu panoramatických fotografií. Věnoval se stereo fotografii a portrétní fotografii. V roce 1865 se stal dvorním fotografem. Mnohé jeho snímky zobrazují Stockholmský palác a jeho interiéry konce 19. století. Další oblastí, kde byl Jaeger aktivní, byla práce pro Národní muzeum ve Stockholmu, pro které pořídil velké množství uměleckých reprodukcí. Dne 15. června fotografoval na Stockholmské Výstavě v roce 1866, díky čemuž je považován za prvního švédského reportážního fotografa.
Ve svých 57. letech a na vrcholu své kariéry, opustil Stockholm a vrátil se do Německa. Svá dvě studia prodal za 60 000 švédských korun svému kolegovi Valentinovi Wolfensteinovi, který zachovával zavedené obchodní jméno „Atelier Jaeger.“ V Německu Jaeger zkoušel založit kariéru novou, ale neuspěl. Stála proti němu nová a mladá generace fotografů. Říká se, že zemřel v chudobě v Berlíně ve věku 75 let.

## Galerie

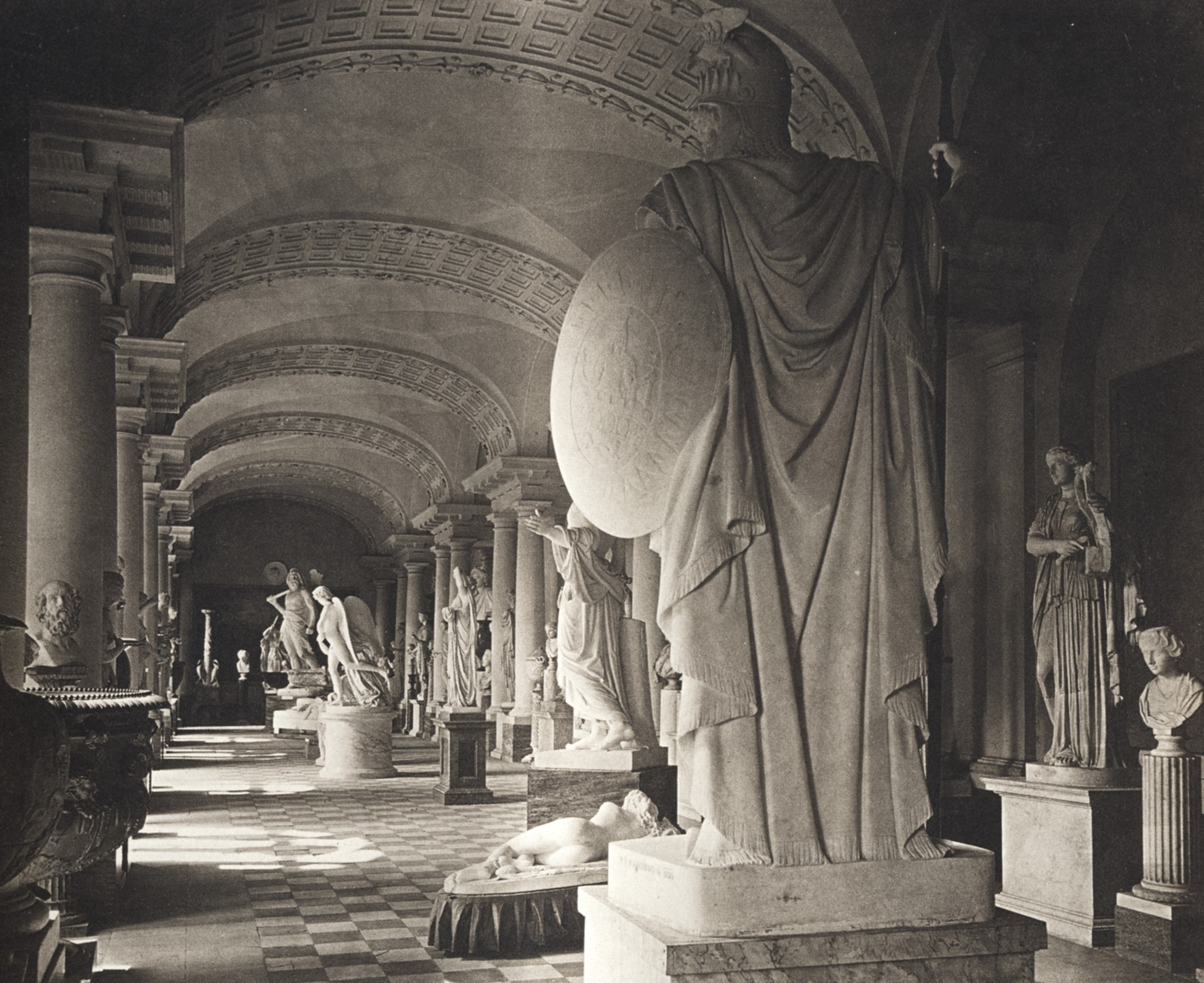
Antické museum Gustava III., 1864
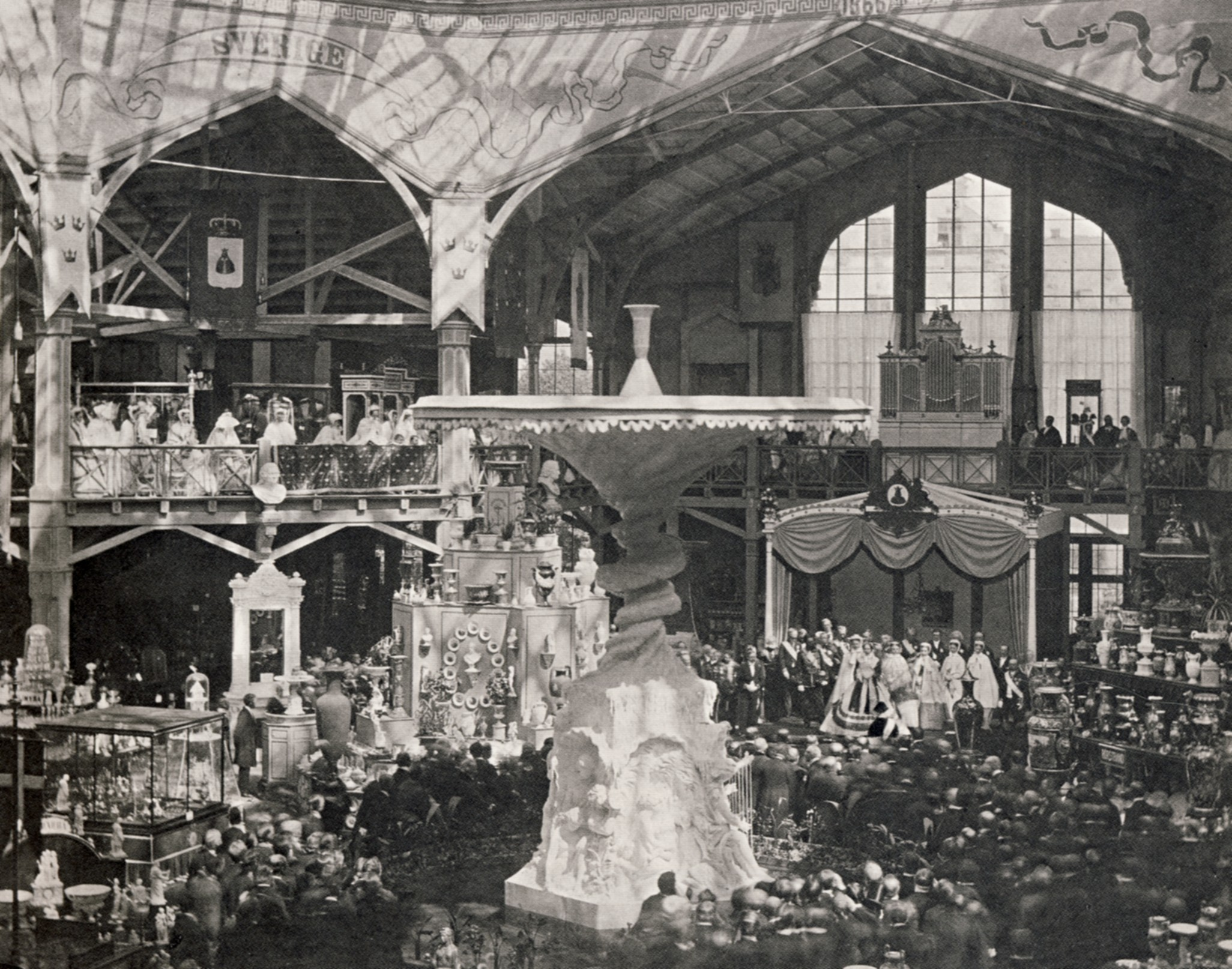
Stockholmská výstava, 1866
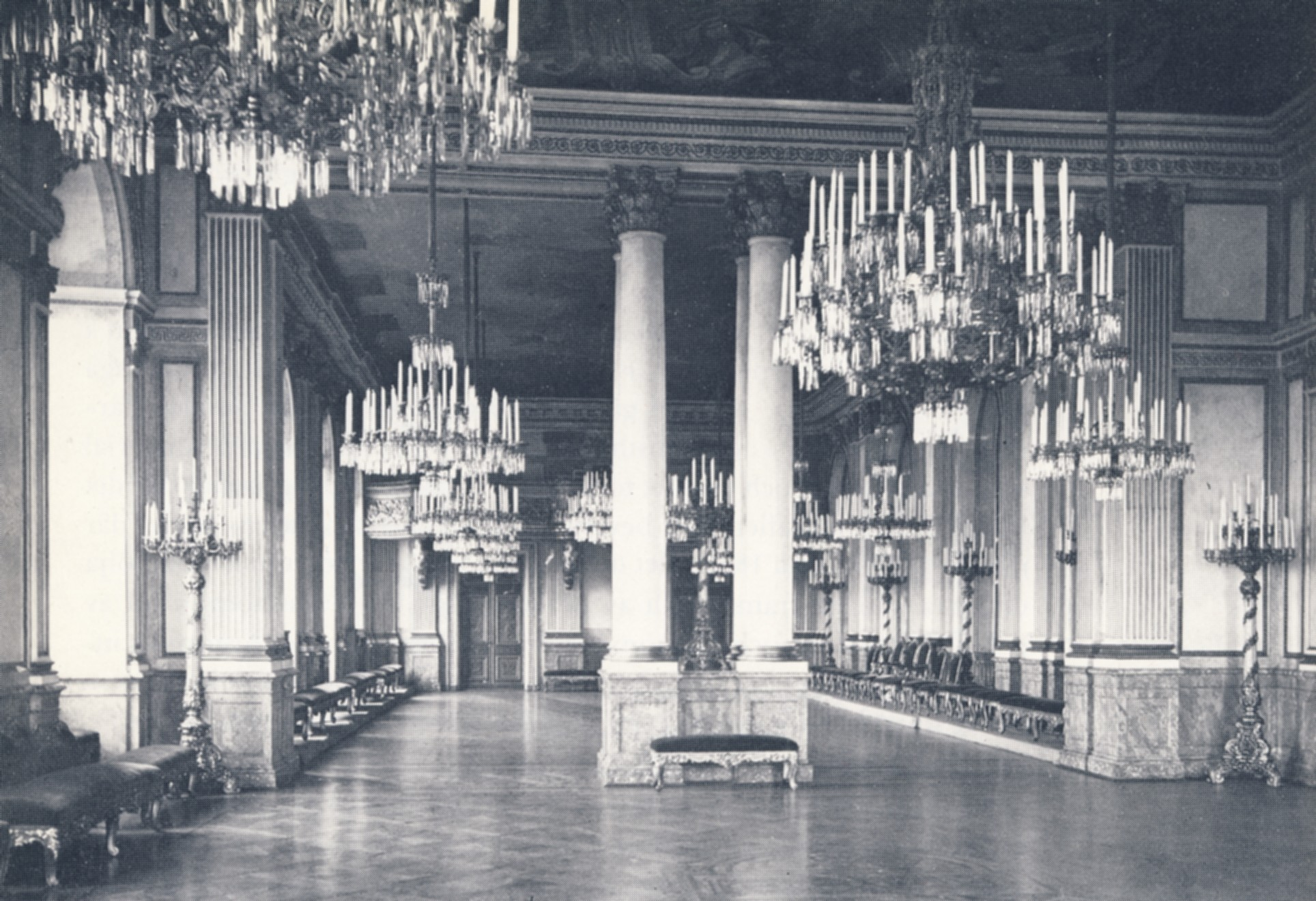
Vita havet, Stockholm, 1870
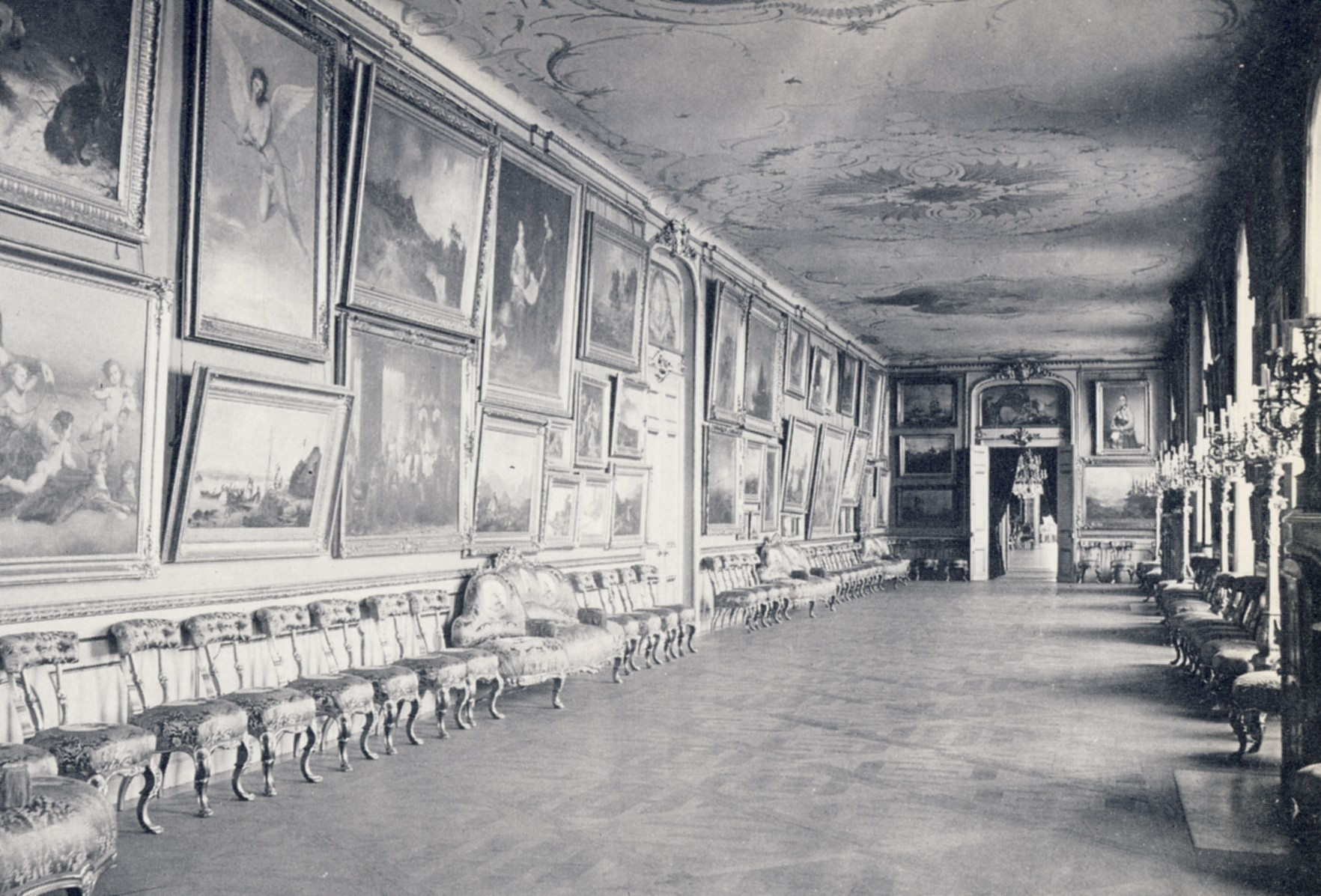
Gallerie Bernadotte, 1870